# A Tua Cara Não Me É Estranha (2.ª edição)
A segunda edição de A Tua Cara Não Me É Estranha em Portugal estreou a 8 de abril de 2012 e terminou no dia 10 de junho de 2012. Foi transmitido na TVI e produzido pela Endemol Portugal. A vencedora desta segunda edição foi Luciana Abreu.

## Mecânica do Programa
Durante 10 galas, um grupo de oito concorrentes famosos deve procurar, semana após semana, imitar cantores reconhecidos da música nacional e internacional, sempre em busca da combinação perfeita entre voz, visual e postura em palco. Após todas as atuações, cada jurado deve atribuir uma pontuação diferente (seguindo uma escala de 4, 5, 6, 7, 8, 9, 10 ou 12 pontos) a cada concorrente, tendo em conta a qualidade das suas atuações. Terminada a votação do júri, os pontos obtidos por cada concorrente são convertidos em pontos mediante a escala já referida. Seguidamente, cada concorrente é dotado da atribuição de 5 pontos a um colega à sua escolha. Finalmente, são divulgados os valores percentuais da votação do público por via telefónica, que serão convertidos em pontos. O concorrente que, findas todas estas etapas, obtiver a maior soma de pontos, é anunciado vencedor da gala e recebe 1000€ para atribuir a uma associação de solidariedade à sua escolha. O vencedor pode, no entanto, oferecer o prémio a um colega concorrente para que este o possa atribuir a uma associação por si escolhida.
Ao longo de todas as galas, são somados os pontos que cada concorrente recolhe pelas suas interpretações, para que numa penúltima gala, apenas os 4 concorrentes mais pontuados sejam apurados para a Grande Final.
No final de cada gala, são atribuídos aleatoriamente novos músicos aos concorrentes, para que durante a semana seguinte estes se possam empenhar na sua imitação (à exceção da última gala antes da grande final: os 4 finalistas devem escolher a cara que querem interpretar).
Em cada gala existe pelo menos um convidado especial que, apesar de não estar em concurso, aceita o convite de imitar um(a) cantor(a) à sua escolha.

## Júri
| Jurado              | Idade   | Ocupação                  |
| ------------------- | ------- | ------------------------- |
| Luís Jardim         | 57 anos | Músico / Produtor Musical |
| Alexandra Lencastre | 46 anos | Atriz                     |
| José Carlos Pereira | 33 anos | Ator / Cantor             |
| António Sala        | 63 anos | Cantor / Locutor          |

## Concorrentes
| Concorrente   | Idade   | Ocupação                        | Gala(s) em que venceu  | Gala(s) em último lugar | Resultado     |
| ------------- | ------- | ------------------------------- | ---------------------- | ----------------------- | ------------- |
| Luciana Abreu | 26 anos | Atriz / Cantora / Apresentadora | 1ª, 2ª, 7ª             | 5ª                      | Vencedora     |
| FF            | 24 anos | Cantor / Ator                   | 3ª, 4ª, 5ª, 6ª, 8ª, 9ª | —                       | 2º Lugar      |
| José Raposo   | 49 anos | Ator                            | —                      | —                       | 3º Lugar      |
| Manuel Melo   | 31 anos | Ator                            | —                      | —                       | 4º Lugar      |
| Dora          | 45 anos | Cantora                         | —                      | 2ª, 6ª                  | Semifinalista |
| Micaela       | 32 anos | Cantora                         | —                      | 3ª                      | Semifinalista |
| Sílvia Rizzo  | 44 anos | Atriz                           | —                      | 4ª, 9ª                  | Semifinalista |
| Merche Romero | 35 anos | Modelo / Apresentadora          | —                      | 1ª, 7ª, 8ª              | Semifinalista |

## Resultados
| Vencedor da Gala | Último Classificado da Gala | Último Classificado, por ausência, da Gala | Venceu a gala, mas ofereceu o prémio para um colega doar | Foi-lhe oferecido o prémio para doar pelo Vencedor da Gala |

|               | Galas      |            |            |            |            |            |            |            |            |            |            |            |
|               | 1ª         | 2ª         | 3ª         | 4ª         | 5ª         | 6ª         | 7ª         | 8ª         | 9ª         | Total      | Final      |            |
| Concorrente   | Resultados | Resultados | Resultados | Resultados | Resultados | Resultados | Resultados | Resultados | Resultados | Resultados | Resultados | Resultados |
| Luciana Abreu | Vencedora  | Vencedora  | 2º Lugar   | 2º Lugar   | 8º Lugar   | 2º Lugar   | Vencedora  | 2º Lugar   | 3º Lugar   | Finalista  | 1º Lugar   |            |
| FF            | 2º Lugar   | 2º Lugar   | Vencedor   | Vencedor   | Vencedor   | Vencedor   | 2º Lugar   | Vencedor   | Vencedor   | Finalista  | 2º Lugar   |            |
| José Raposo   | 7º Lugar   | 3º Lugar   | 6º Lugar   | 3º Lugar   | 7º Lugar   | 3º Lugar   | 3º Lugar   | 5º Lugar   | 4º Lugar   | Finalista  | 3º Lugar   |            |
| Manuel Melo   | 3º Lugar   | 5º Lugar   | 7º Lugar   | 4º Lugar   | 2º Lugar   | 6º Lugar   | 4º Lugar   | 6º Lugar   | 2º Lugar   | Finalista  | 4º Lugar   |            |
| Dora          | 5º Lugar   | 8º Lugar   | 3º Lugar   | 7º Lugar   | 6º Lugar   | 8º Lugar   | 5º Lugar   | 3º Lugar   | 5º Lugar   | Eliminada  | Eliminada  |            |
| Micaela       | 6º Lugar   | 6º Lugar   | 8º Lugar   | 6º Lugar   | 3º Lugar   | 5º Lugar   | 6º Lugar   | 7º Lugar   | 6º Lugar   | Eliminada  | Eliminada  |            |
| Sílvia Rizzo  | 4º Lugar   | 4º Lugar   | 5º Lugar   | 8º Lugar   | 4º Lugar   | 7º Lugar   | 7º Lugar   | 4º Lugar   | 8º Lugar   | Eliminada  | Eliminada  |            |
| Merche Romero | 8º Lugar   | 7º Lugar   | 4º Lugar   | 5º Lugar   | 5º Lugar   | 4º Lugar   | 8º Lugar   | 8º Lugar   | 7º Lugar   | Eliminada  | Eliminada  |            |

## Galas

### 1ª Gala (8 de Abril de 2012)
A 1ª Gala de "A Tua Cara Não Me É Estranha 2" ocorreu no dia 8 de Abril de 2012. A gala iniciou com uma atuação da dupla de apresentadores, Manuel Luís Goucha e Cristina Ferreira. De seguida, procedeu-se às atuações dos concorrentes. É de reparar que as linhas telefónicas para votação estão abertas desde o início do programa. Seguidamente, brilhou o convidado especial Filipe Gonçalves, acompanhado do jurado José Carlos Pereira. Logo após tal acontecer, foi efetuada a votação por parte dos jurados e dos colegas. Posteriormente, foram divulgados os resultados do voto popular e acrescentaram-se estes valores aos já obtidos por parte do júri e dos colegas. Verificou-se então que, indiscutivelmente, a vencedora foi Luciana Abreu.
| Concorrente   | Cantor(a) imitado(a) | Música                           | Resultado Final   |
| ------------- | -------------------- | -------------------------------- | ----------------- |
| Luciana Abreu | Celine Dion          | "It's All Coming Back To Me Now" | Vencedora da Gala |
| FF            | Aurea                | "Busy (for me)"                  | 2º Lugar          |
| Manuel Melo   | Boss AC              | "Sexta-Feira (Emprego Bom Já)"   | 3º Lugar          |
| Sílvia Rizzo  | Lisa Stansfield      | "All Around The World"           | 4º Lugar          |
| Dora          | Shania Twain         | "Man! I Feel Like a Woman!"      | 5º Lugar          |
| Micaela       | Pablo Alborán        | "Solamente Tú"                   | 6º Lugar          |
| José Raposo   | Toy                  | "Estupidamente Apaixonado"       | 7º Lugar          |
| Merche Romero | Daniela Mercury      | "Rapunzel"                       | 8º Lugar          |

Outras Atuações
| Intérprete                             | Cantor(es) imitado(s)     | Música             |
| -------------------------------------- | ------------------------- | ------------------ |
| Manuel Luís Goucha & Cristina Ferreira | Homens da Luta            | "A Luta é Alegria" |
| José Carlos Pereira & Filipe Gonçalves | Bruno Mars & Travie McCoy | "Billionaire"      |

Tabela de Pontuação
| Concorrente | Pontos do Júri + Colegas | Pontos do Júri + Colegas | Pontos do Júri + Colegas | Pontos do Júri + Colegas | Pontos do Júri + Colegas | Pontos do Júri + Colegas | Conversão 0 - 12 pontos | Pontos do Público | Total |
| Concorrente | António                  | José                     | Alexandra                | Luís                     | Colegas                  | Total                    | Conversão 0 - 12 pontos | Pontos do Público | Total |
| ----------- | ------------------------ | ------------------------ | ------------------------ | ------------------------ | ------------------------ | ------------------------ | ----------------------- | ----------------- | ----- |
| Merche      | 4                        | 4                        | 4                        | 6                        | 5                        | 23                       | 4                       | 4                 | 8     |
| FF          | 10                       | 10                       | 10                       | 10                       | —                        | 40                       | 9                       | 10                | 19    |
| Dora        | 9                        | 9                        | 9                        | 9                        | —                        | 36                       | 8                       | 6                 | 14    |
| Sílvia      | 9                        | 8                        | 8                        | 7                        | 15                       | 45                       | 10                      | 5                 | 15    |
| Manuel      | 6                        | 5                        | 5                        | 5                        | 10                       | 31                       | 7                       | 9                 | 16    |
| Luciana     | 12                       | 12                       | 12                       | 12                       | 5                        | 53                       | 12                      | 12                | 24    |
| José        | 8                        | 7                        | 7                        | 4                        | 5                        | 31                       | 6                       | 7                 | 13    |
| Micaela     | 5                        | 6                        | 6                        | 8                        | —                        | 25                       | 5                       | 8                 | 13    |

### 2ª Gala (15 de Abril de 2012)
A 2ª Gala de "A Tua Cara Não Me É Estranha 2" ocorreu no dia 15 de Abril de 2012. Logo a seguir à abertura das linhas telefónicas para voto do público, atuaram os convidados especiais Pedro Carvalhas e Ana Mexia. De seguida, procedeu-se às atuações dos concorrentes. Seguidamente, brilhou a convidada especial Kátia Aveiro. Finalizada esta atuação, procedeu-se à votação por parte dos jurados e dos colegas. De seguida, foram divulgados os resultados do voto popular e acrescentaram-se este valores aos já obtidos por parte do júri e dos colegas. Verificou-se um empate entre Luciana Abreu e FF: porém, como o voto do público é predominante, a vencedora da gala foi Luciana Abreu.
| Concorrente   | Cantor(a) imitado(a)    | Música                    | Resultado Final   |
| ------------- | ----------------------- | ------------------------- | ----------------- |
| Luciana Abreu | Dulce Pontes            | "Lágrima"                 | Vencedora da Gala |
| FF            | Prince                  | "Kiss"                    | 2º Lugar          |
| José Raposo   | Alfredo Marceneiro      | "Casa da Mariquinha"      | 3º Lugar          |
| Sílvia Rizzo  | Oleta Adams             | "Get Here"                | 4º Lugar          |
| Manuel Melo   | Chris Martin (Coldplay) | "Paradise"                | 5º Lugar          |
| Micaela       | Ivete Sangalo           | "Beleza Rara"             | 6º Lugar          |
| Merche Romero | Paulina Rubio           | "Y Yo Sigo Aquí"          | 7º Lugar          |
| Dora          | James Brown             | "I Got You (I feel good)" | 8º Lugar          |

Outras Atuações
| Intérprete                  | Cantor(a/es) imitado(a/s)       | Música                       |
| --------------------------- | ------------------------------- | ---------------------------- |
| Pedro Carvalhas & Ana Mexia | Luciano Pavarotti & Celine Dion | "I Hate You Then I Love You" |
| Kátia Aveiro                | Paula Fernandes                 | "Pra Você"                   |

Tabela de Pontuação
| Concorrente | Pontos do Júri + Colegas | Pontos do Júri + Colegas | Pontos do Júri + Colegas | Pontos do Júri + Colegas | Pontos do Júri + Colegas | Pontos do Júri + Colegas | Conversão 0 - 12 pontos | Pontos do Público | Total | Total Contínuo |
| Concorrente | António                  | José                     | Alexandra                | Luís                     | Colegas                  | Total                    | Conversão 0 - 12 pontos | Pontos do Público | Total | Total Contínuo |
| ----------- | ------------------------ | ------------------------ | ------------------------ | ------------------------ | ------------------------ | ------------------------ | ----------------------- | ----------------- | ----- | -------------- |
| Merche      | 4                        | 4                        | 6                        | 4                        | 10                       | 28                       | 6                       | 5                 | 11    | 19             |
| FF          | 12                       | 12                       | 12                       | 10                       | 10                       | 56                       | 12                      | 10                | 22    | 41             |
| Dora        | 7                        | 6                        | 5                        | 6                        | 5                        | 29                       | 7                       | 4                 | 11    | 25             |
| Sílvia      | 8                        | 9                        | 9                        | 8                        | 5                        | 39                       | 9                       | 6                 | 15    | 30             |
| Manuel      | 5                        | 5                        | 7                        | 5                        | 5                        | 27                       | 5                       | 8                 | 13    | 29             |
| Luciana     | 10                       | 10                       | 10                       | 12                       | 5                        | 47                       | 10                      | 12                | 22    | 46             |
| José        | 9                        | 8                        | 8                        | 9                        | —                        | 34                       | 8                       | 9                 | 17    | 30             |
| Micaela     | 6                        | 7                        | 4                        | 7                        | —                        | 24                       | 4                       | 7                 | 11    | 24             |

### 3ª Gala (22 de Abril de 2012)
A 3ª Gala de "A Tua Cara Não Me É Estranha 2" ocorreu no dia 22 de Abril de 2012. Logo no início do programa, foram abertas as linhas telefónicas para voto do público. De seguida, procedeu-se às atuações dos concorrentes. Seguidamente, brilharam os convidados especiais Júlia Belard e Nuno Pardal. Finalizada esta atuação, procedeu-se à votação por parte dos jurados e dos colegas. De seguida, foram divulgados os resultados do voto popular e acrescentaram-se este valores aos já obtidos por parte do júri e dos colegas. Verificou-se então que, indiscutivelmente, o vencedor da gala foi o FF.
| Concorrente   | Cantor(a) imitado(a)     | Música                              | Resultado Final  |
| ------------- | ------------------------ | ----------------------------------- | ---------------- |
| FF            | Mika                     | "Grace Kelly"                       | Vencedor da Gala |
| Luciana Abreu | Steven Tyler (Aerosmith) | "Cryin'"                            | 2º Lugar         |
| Dora          | Alanis Morissette        | "Ironic"                            | 3º Lugar         |
| Merche Romero | Sinéad O'Connor          | "Nothing Compares 2 U"              | 4º Lugar         |
| Sílvia Rizzo  | Marilyn Monroe           | "Diamonds Are a Girl's Best Friend" | 5º Lugar         |
| José Raposo   | Ágata                    | "Perfume de Mulher"                 | 6º Lugar         |
| Manuel Melo   | Tony Carreira            | "Sonhos de Menino"                  | 7º Lugar         |
| Micaela       | Ke$ha                    | "TiK ToK"                           | 8º Lugar         |

Outras Atuações
| Intérprete                 | Cantor(es) imitado(s)        | Música                  |
| -------------------------- | ---------------------------- | ----------------------- |
| Júlia Belard & Nuno Pardal | Vanessa da Mata & Ben Harper | "Boa Sorte / Good Luck" |

Tabela de Pontuação
| Concorrente | Pontos do Júri + Colegas | Pontos do Júri + Colegas | Pontos do Júri + Colegas | Pontos do Júri + Colegas | Pontos do Júri + Colegas | Pontos do Júri + Colegas | Conversão 0 - 12 pontos | Pontos do Público | Total | Total Contínuo |
| Concorrente | António                  | José                     | Alexandra                | Luís                     | Colegas                  | Total                    | Conversão 0 - 12 pontos | Pontos do Público | Total | Total Contínuo |
| ----------- | ------------------------ | ------------------------ | ------------------------ | ------------------------ | ------------------------ | ------------------------ | ----------------------- | ----------------- | ----- | -------------- |
| Merche      | 9                        | 9                        | 9                        | 9                        | —                        | 36                       | 8                       | 7                 | 15    | 34             |
| FF          | 12                       | 12                       | 12                       | 12                       | 10                       | 58                       | 12                      | 12                | 24    | 65             |
| Dora        | 10                       | 10                       | 10                       | 10                       | 5                        | 45                       | 10                      | 6                 | 16    | 41             |
| Sílvia      | 8                        | 8                        | 8                        | 8                        | 10                       | 42                       | 9                       | 5                 | 14    | 44             |
| Manuel      | 7                        | 6                        | 6                        | 6                        | —                        | 25                       | 5                       | 8                 | 13    | 42             |
| Luciana     | 6                        | 7                        | 7                        | 7                        | 5                        | 32                       | 7                       | 10                | 17    | 63             |
| José        | 4                        | 5                        | 5                        | 5                        | —                        | 19                       | 4                       | 9                 | 13    | 43             |
| Micaela     | 5                        | 4                        | 4                        | 4                        | 10                       | 27                       | 6                       | 4                 | 10    | 34             |

### 4ª Gala (29 de Abril de 2012)
A 4ª Gala de "A Tua Cara Não Me É Estranha 2" ocorreu no dia 29 de Abril de 2012. Logo a seguir à abertura das linhas telefónicas para voto do público, atuou a convidada especial Paula Lobo Antunes. De seguida, procedeu-se às atuações dos concorrentes. Seguidamente, brilhou o convidado especial Heitor Lourenço. Finalizada esta atuação, procedeu-se à votação por parte dos jurados e dos colegas. De seguida, foram divulgados os resultados do voto popular e acrescentaram-se este valores aos já obtidos por parte do júri e dos colegas. Verificou-se então que, indiscutivelmente, o vencedor foi FF. É de referir que o jurado José Carlos Pereira sentiu-se indisposto durante a gala: tal acontecimento forçou-o a abandonar o programa, não atribuindo, portanto, pontuação os concorrentes.
| Concorrente   | Cantor(a) imitado(a)                  | Música                      | Resultado Final  |
| ------------- | ------------------------------------- | --------------------------- | ---------------- |
| FF            | Carmen Miranda                        | "O Que É Que a Baiana Tem?" | Vencedor da Gala |
| Luciana Abreu | Mariza                                | "Ó Gente da Minha Terra"    | 2º Lugar         |
| José Raposo   | Martinho da Vila                      | "Mulheres"                  | 3º Lugar         |
| Manuel Melo   | Adam Levine (Maroon 5)                | "Moves Like Jagger"         | 4º Lugar         |
| Merche Romero | Eddi Reader (Fairground Attraction)   | "Perfect"                   | 5º Lugar         |
| Micaela       | Xana (Rádio Macau)                    | "O Anzol"                   | 6º Lugar         |
| Dora          | Florence Welch (Florence+The Machine) | "You've Got The Love"       | 7º Lugar         |
| Sílvia Rizzo  | Diana Ross                            | "Upside Down"               | 8º Lugar         |

Outras Atuações
| Intérprete         | Cantor(a) imitado(a) | Música                    |
| ------------------ | -------------------- | ------------------------- |
| Paula Lobo Antunes | Judy Garland         | "Over The Rainbow"        |
| Heitor Lourenço    | Sammy Davis Jr.      | "What Kind Of Fool Am I?" |

Tabela de Pontuação
| Concorrente | Pontos do Júri + Colegas | Pontos do Júri + Colegas | Pontos do Júri + Colegas | Pontos do Júri + Colegas | Pontos do Júri + Colegas | Pontos do Júri + Colegas | Conversão 0 - 12 pontos | Pontos do Público | Total | Total Contínuo |
| Concorrente | António                  | José                     | Alexandra                | Luís                     | Colegas                  | Total                    | Conversão 0 - 12 pontos | Pontos do Público | Total | Total Contínuo |
| ----------- | ------------------------ | ------------------------ | ------------------------ | ------------------------ | ------------------------ | ------------------------ | ----------------------- | ----------------- | ----- | -------------- |
| Merche      | 4                        | —                        | 5                        | 5                        | 10                       | 24                       | 7                       | 7                 | 14    | 48             |
| FF          | 12                       | —                        | 12                       | 12                       | 10                       | 46                       | 12                      | 12                | 24    | 89             |
| Dora        | 6                        | —                        | 9                        | 6                        | —                        | 21                       | 5                       | 6                 | 11    | 52             |
| Sílvia      | 7                        | —                        | 6                        | 7                        | —                        | 20                       | 4                       | 5                 | 9     | 53             |
| Manuel      | 5                        | —                        | 4                        | 4                        | 10                       | 23                       | 6                       | 8                 | 14    | 56             |
| Luciana     | 10                       | —                        | 10                       | 10                       | 5                        | 35                       | 10                      | 10                | 20    | 83             |
| José        | 9                        | —                        | 7                        | 9                        | 5                        | 30                       | 9                       | 9                 | 18    | 61             |
| Micaela     | 8                        | —                        | 8                        | 8                        | —                        | 24                       | 8                       | 4                 | 12    | 46             |

### 5ª Gala (6 de Maio de 2012)
A 5ª Gala de "A Tua Cara Não Me É Estranha 2" ocorreu no dia 6 de Maio de 2012. Logo no início do programa, foram abertas as linhas telefónicas para voto do público. De seguida, procedeu-se às atuações dos concorrentes. Seguidamente, brilharam as convidadas especiais Patrícia Candoso e Marta Fernandes. Finalizada esta atuação, procedeu-se à votação por parte dos jurados e dos colegas. De seguida, foram divulgados os resultados do voto popular e acrescentaram-se este valores aos já obtidos por parte do júri e dos colegas. Verificou-se então que, indiscutivelmente, o vencedor da gala foi o FF. É, porém, de reparar que FF ofereceu o prémio a Manuel Melo para que este o pudesse doar a uma instituição à sua escolha. A última classificada foi Luciana Abreu, não por ter a atuação pior classificada, mas por impossibilidade de estar presente na gala e que deveria ter imitado Leona Lewis.
| Concorrente   | Cantor(a) imitado(a) | Música              | Resultado Final  |
| ------------- | -------------------- | ------------------- | ---------------- |
| FF            | Paulo de Carvalho    | "E Depois do Adeus" | Vencedor da Gala |
| Manuel Melo   | Natalie Imbruglia    | "Torn"              | 2º Lugar         |
| Micaela       | Lura                 | "Na Ri Na"          | 3º Lugar         |
| Sílvia Rizzo  | Marta Plantier       | "Remédio Santo"     | 4º Lugar         |
| Merche Romero | James Blunt          | "Goodbye My Lover"  | 5º Lugar         |
| Dora          | Chaka Khan           | "I´m Every Woman"   | 6º Lugar         |
| José Raposo   | Nat King Cole        | "Unforgettable"     | 7º Lugar         |
| Luciana Abreu | Leona Lewis          | —                   | 8º Lugar         |

Outras Atuações
| Intérprete                         | Cantoras imitadas        | Música          |
| ---------------------------------- | ------------------------ | --------------- |
| Patrícia Candoso & Marta Fernandes | Joss Stone & LeAnn Rimes | "How Do I Live" |

Tabela de Pontuação
| Concorrente | Pontos do Júri + Colegas | Pontos do Júri + Colegas | Pontos do Júri + Colegas | Pontos do Júri + Colegas | Pontos do Júri + Colegas | Pontos do Júri + Colegas | Conversão 0 - 12 pontos | Pontos do Público | Total | Total Contínuo |
| Concorrente | António                  | José                     | Alexandra                | Luís                     | Colegas                  | Total                    | Conversão 0 - 12 pontos | Pontos do Público | Total | Total Contínuo |
| ----------- | ------------------------ | ------------------------ | ------------------------ | ------------------------ | ------------------------ | ------------------------ | ----------------------- | ----------------- | ----- | -------------- |
| Merche      | 6                        | 6                        | 6                        | 8                        | 5                        | 31                       | 6                       | 8                 | 14    | 62             |
| FF          | 12                       | 12                       | 12                       | 12                       | 10                       | 58                       | 12                      | 12                | 24    | 113            |
| Dora        | 7                        | 7                        | 9                        | 6                        | 5                        | 34                       | 7                       | 7                 | 14    | 66             |
| Sílvia      | 9                        | 10                       | 10                       | 9                        | -                        | 38                       | 10                      | 5                 | 15    | 68             |
| Manuel      | 8                        | 8                        | 8                        | 10                       | -                        | 34                       | 8                       | 10                | 18    | 74             |
| Luciana     | 4                        | 4                        | 4                        | 4                        | 5                        | 21                       | 4                       | 4                 | 8     | 91             |
| José        | 5                        | 5                        | 5                        | 5                        | 5                        | 25                       | 5                       | 6                 | 11    | 72             |
| Micaela     | 10                       | 9                        | 7                        | 7                        | 5                        | 38                       | 9                       | 9                 | 18    | 64             |

### 6ª Gala (13 de Maio de 2012)
A 6ª Gala de "A Tua Cara Não Me É Estranha 2" ocorreu no dia 13 de Maio de 2012. Logo a seguir à abertura das linhas telefónicas para voto do público, atuou o convidado especial Rui Andrade. De seguida, procedeu-se às atuações dos concorrentes. Seguidamente, brilharam duas telespetadoras do programa, Jennifer Oliveira e Marta Costa. Finalizada esta atuação, procedeu-se à votação por parte dos jurados e dos colegas. De seguida, foram divulgados os resultados do voto popular e acrescentaram-se este valores aos já obtidos por parte do júri e dos colegas. Verificou-se então que, indiscutivelmente, o vencedor foi FF.
| Concorrente   | Cantor(a) imitado(a)         | Música                          | Resultado Final  |
| ------------- | ---------------------------- | ------------------------------- | ---------------- |
| FF            | Kate Bush                    | "Wuthering Heights"             | Vencedor da Gala |
| Luciana Abreu | Jennifer Lopez               | "Let's Get Loud"                | 2º Lugar         |
| José Raposo   | Alcione                      | "Estranha Loucura"              | 3º Lugar         |
| Merche Romero | Gloria Gaynor                | "I Will Survive"                | 4º Lugar         |
| Micaela       | Ana Moura                    | "O Que Foi Que Aconteceu"       | 5º Lugar         |
| Manuel Melo   | Mick Jagger (Rolling Stones) | "(I Can't Get No) Satisfaction" | 6º Lugar         |
| Sílvia Rizzo  | Ricky Martin                 | "María"                         | 7º Lugar         |
| Dora          | Mick Jagger (Rolling Stones) | "Start Me Up"                   | 8º Lugar         |

Outras Atuações
| Intérprete                                       | Cantor(a) imitado(a) | Música          |
| ------------------------------------------------ | -------------------- | --------------- |
| Rui Andrade                                      | Eduardo Nascimento   | "O Vento Mudou" |
| Jennifer Oliveira & Marta Costa (telespetadoras) | Gloria Estefan       | "Reach"         |

Tabela de Pontuação
| Concorrente | Pontos do Júri + Colegas | Pontos do Júri + Colegas | Pontos do Júri + Colegas | Pontos do Júri + Colegas | Pontos do Júri + Colegas | Pontos do Júri + Colegas | Conversão 0 - 12 pontos | Pontos do Público | Total | Total Contínuo |
| Concorrente | António                  | José                     | Alexandra                | Luís                     | Colegas                  | Total                    | Conversão 0 - 12 pontos | Pontos do Público | Total | Total Contínuo |
| ----------- | ------------------------ | ------------------------ | ------------------------ | ------------------------ | ------------------------ | ------------------------ | ----------------------- | ----------------- | ----- | -------------- |
| Merche      | 8                        | 8                        | 8                        | 8                        | 5                        | 37                       | 8                       | 8                 | 16    | 78             |
| FF          | 12                       | 12                       | 12                       | 10                       | 10                       | 56                       | 12                      | 12                | 24    | 137            |
| Dora        | 6                        | 5                        | 9                        | 6                        | —                        | 26                       | 5                       | 4                 | 9     | 75             |
| Sílvia      | 5                        | 6                        | 6                        | 7                        | —                        | 24                       | 4                       | 5                 | 9     | 77             |
| Manuel      | 4                        | 4                        | 5                        | 4                        | 10                       | 27                       | 6                       | 6                 | 12    | 86             |
| Luciana     | 10                       | 10                       | 10                       | 12                       | —                        | 42                       | 9                       | 10                | 19    | 110            |
| José        | 9                        | 9                        | 7                        | 9                        | 10                       | 44                       | 10                      | 9                 | 19    | 91             |
| Micaela     | 7                        | 7                        | 4                        | 5                        | 5                        | 28                       | 7                       | 7                 | 14    | 78             |

### 7ª Gala (20 de Maio de 2012)
A 7ª Gala de "A Tua Cara Não Me É Estranha 2" ocorreu no dia 20 de Maio de 2012. Logo a seguir à abertura das linhas telefónicas para voto do público, atuaram os jurados do programa. De seguida, procedeu-se às atuações dos concorrentes, entre as quais atuou a convidada especial Leonor Poeiras. Seguidamente, brilhou o convidado especial João Paulo Rodrigues, vencedor da 1ª edição de "A Tua Cara Não Me É Estranha". Finalizada esta atuação, procedeu-se à votação por parte dos jurados e dos colegas. De seguida, foram divulgados os resultados do voto popular e acrescentaram-se este valores aos já obtidos por parte do júri e dos colegas. Verificou-se então que, indiscutivelmente, a vencedora foi Luciana Abreu. É, porém, de reparar que Luciana ofereceu o prémio a um dos câmaras do programa, para que este o pudesse doar a uma instituição à sua escolha.
| Concorrente   | Cantor(a) imitado(a)   | Música             | Resultado Final   |
| ------------- | ---------------------- | ------------------ | ----------------- |
| Luciana Abreu | Jennifer Hudson        | "One Night Only"   | Vencedora da Gala |
| FF            | Matthew Bellamy (Muse) | "Uprising"         | 2º Lugar          |
| José Raposo   | Jacques Brel           | "Ne Me Quitte Pas" | 3º Lugar          |
| Manuel Melo   | Gabriel o Pensador     | "2345meia78"       | 4º Lugar          |
| Dora          | Lady Gaga              | "Poker Face"       | 5º Lugar          |
| Micaela       | Rita Lee               | "Lança Perfume"    | 6º Lugar          |
| Sílvia Rizzo  | Cesária Évora          | "Sodade"           | 7º Lugar          |
| Merche Romero | Madonna                | "Hung Up"          | 8º Lugar          |

Outras Atuações
| Intérprete           | Cantor(a) imitado(a) / Banda imitada | Música               |
| -------------------- | ------------------------------------ | -------------------- |
| Jurados              | The Beatles                          | Medley dos Beatles   |
| Leonor Poeiras       | Lana Del Rey                         | "Million Dollar Man" |
| João Paulo Rodrigues | Roy Orbison                          | "Pretty Woman"       |

Tabela de Pontuação
| Concorrente | Pontos do Júri + Colegas | Pontos do Júri + Colegas | Pontos do Júri + Colegas | Pontos do Júri + Colegas | Pontos do Júri + Colegas | Pontos do Júri + Colegas | Conversão 0 - 12 pontos | Pontos do Público | Total | Total Contínuo |
| Concorrente | António                  | José                     | Alexandra                | Luís                     | Colegas                  | Total                    | Conversão 0 - 12 pontos | Pontos do Público | Total | Total Contínuo |
| ----------- | ------------------------ | ------------------------ | ------------------------ | ------------------------ | ------------------------ | ------------------------ | ----------------------- | ----------------- | ----- | -------------- |
| Merche      | 4                        | 4                        | 4                        | 4                        | 10                       | 26                       | 6                       | 4                 | 10    | 88             |
| FF          | 8                        | 9                        | 9                        | 8                        | —                        | 34                       | 8                       | 12                | 20    | 157            |
| Dora        | 5                        | 5                        | 5                        | 5                        | 5                        | 25                       | 5                       | 8                 | 13    | 88             |
| Sílvia      | 6                        | 6                        | 6                        | 6                        | —                        | 24                       | 4                       | 6                 | 10    | 87             |
| Manuel      | 10                       | 8                        | 8                        | 9                        | —                        | 35                       | 9                       | 7                 | 16    | 102            |
| Luciana     | 12                       | 12                       | 12                       | 12                       | 10                       | 58                       | 12                      | 10                | 22    | 132            |
| José        | 9                        | 10                       | 10                       | 10                       | 15                       | 54                       | 10                      | 9                 | 19    | 110            |
| Micaela     | 7                        | 7                        | 7                        | 7                        | —                        | 28                       | 7                       | 5                 | 12    | 90             |

### 8ª Gala (27 de Maio de 2012)
A 8ª Gala de "A Tua Cara Não Me É Estranha 2" ocorreu no dia 27 de Maio de 2012. Logo no início do programa, foram abertas as linhas telefónicas para voto do público. De seguida, procedeu-se às atuações dos concorrentes. Seguidamente, brilhou a convidada especial Ana Paula Reis. Finalizada esta atuação, procedeu-se à votação por parte dos jurados e dos colegas. De seguida, foram divulgados os resultados do voto popular e acrescentaram-se este valores aos já obtidos por parte do júri e dos colegas. Verificou-se então que, indiscutivelmente, o vencedor da gala foi o FF.
| Concorrente   | Cantor(a) imitado(a)        | Música                  | Resultado Final  |
| ------------- | --------------------------- | ----------------------- | ---------------- |
| FF            | Sónia Tavares (Amália Hoje) | "Gaivota"               | Vencedor da Gala |
| Luciana Abreu | Whitney Houston             | "I Have Nothing"        | 2º Lugar         |
| Dora          | Debbie Harry (Blondie)      | "Call Me"               | 3º Lugar         |
| Sílvia Rizzo  | Alicia Keys                 | "If I Ain't Got You     | 4º Lugar         |
| José Raposo   | Andrea Bocelli              | "Con Te Partirò"        | 5º Lugar         |
| Manuel Melo   | Ruth Marlene                | "A Moda do Pisca-Pisca" | 6º Lugar         |
| Micaela       | David Bisbal                | "Bulería"               | 7º Lugar         |
| Merche Romero | Jerry Lee Lewis             | "Great Balls Of Fire"   | 8º Lugar         |

Outras Atuações
| Intérprete     | Cantor(a) imitado(a) | Música                |
| -------------- | -------------------- | --------------------- |
| Ana Paula Reis | Adriana Calcanhotto  | "Fico Assim Sem Você" |

Tabela de Pontuação
| Concorrente | Pontos do Júri + Colegas | Pontos do Júri + Colegas | Pontos do Júri + Colegas | Pontos do Júri + Colegas | Pontos do Júri + Colegas | Pontos do Júri + Colegas | Conversão 0 - 12 pontos | Pontos do Público | Total | Total Contínuo |
| Concorrente | António                  | José                     | Alexandra                | Luís                     | Colegas                  | Total                    | Conversão 0 - 12 pontos | Pontos do Público | Total | Total Contínuo |
| ----------- | ------------------------ | ------------------------ | ------------------------ | ------------------------ | ------------------------ | ------------------------ | ----------------------- | ----------------- | ----- | -------------- |
| Merche      | 5                        | 5                        | 5                        | 4                        | 10                       | 29                       | 6                       | 4                 | 10    | 98             |
| FF          | 12                       | 12                       | 10                       | 10                       | 5                        | 49                       | 12                      | 12                | 24    | 181            |
| Dora        | 8                        | 9                        | 9                        | 8                        | 5                        | 39                       | 8                       | 7                 | 15    | 103            |
| Sílvia      | 9                        | 8                        | 8                        | 9                        | 5                        | 39                       | 9                       | 6                 | 15    | 102            |
| Manuel      | 4                        | 4                        | 4                        | 5                        | 10                       | 27                       | 5                       | 8                 | 13    | 115            |
| Luciana     | 10                       | 10                       | 12                       | 12                       | —                        | 44                       | 10                      | 10                | 20    | 152            |
| José        | 7                        | 7                        | 6                        | 6                        | —                        | 26                       | 4                       | 9                 | 13    | 123            |
| Micaela     | 6                        | 6                        | 7                        | 7                        | 5                        | 31                       | 7                       | 5                 | 12    | 102            |

### 9ª Gala (3 de Junho de 2012)
A 9ª Gala de "A Tua Cara Não Me É Estranha 2" ocorreu no dia 3 de Junho de 2012. Logo no início do programa, foram abertas as linhas telefónicas para voto do público. De seguida, procedeu-se às atuações dos concorrentes. Seguidamente, brilhou a convidada especial Ana Paula Reis. Finalizada esta atuação, procedeu-se à votação por parte dos jurados e dos colegas. De seguida, foram divulgados os resultados do voto popular e acrescentaram-se este valores aos já obtidos por parte do júri e dos colegas. Verificou-se então que, indiscutivelmente, o vencedor da gala foi o FF. Finalmente, contabilizando todas as pontuações obtidas desde o início do programa, verificou-se que os 4 finalistas apurados para a Final da semana seguinte seriam FF, Luciana Abreu, José Raposo e Manuel Melo.
| Concorrente   | Cantor(a) imitado(a)       | Música                     | Resultado Final  |
| ------------- | -------------------------- | -------------------------- | ---------------- |
| FF            | Ray Charles                | "Georgia On My Mind"       | Vencedor da Gala |
| Manuel Melo   | Bruce Springsteen          | "Born In The USA"          | 2º Lugar         |
| Luciana Abreu | Rihanna                    | "Where Have You Been"      | 3º Lugar         |
| José Raposo   | Tony de Matos              | "Eu Sou Aquele"            | 4º Lugar         |
| Dora          | Marisa Monte               | "Bem Que Se Quis"          | 5º Lugar         |
| Micaela       | Lara Li                    | "Telepatia"                | 6º Lugar         |
| Merche Romero | Tracy Chapman              | "Fast Car"                 | 7º Lugar         |
| Sílvia Rizzo  | Mick Hucknall (Simply Red) | "Something Got Me Started" | 8º Lugar         |

Outras Atuações
| Intérprete | Cantor(a) imitado(a) | Música     |
| ---------- | -------------------- | ---------- |
| Neno       | Julio Iglesias       | "Bamboleo" |

Tabela de Pontuação
| Concorrente | Pontos do Júri + Colegas | Pontos do Júri + Colegas | Pontos do Júri + Colegas | Pontos do Júri + Colegas | Pontos do Júri + Colegas | Pontos do Júri + Colegas | Conversão 0 - 12 pontos | Pontos do Público | Total | Total Contínuo | Resultado Contínuo |
| Concorrente | António                  | José                     | Alexandra                | Luís                     | Colegas                  | Total                    | Conversão 0 - 12 pontos | Pontos do Público | Total | Total Contínuo | Resultado Contínuo |
| ----------- | ------------------------ | ------------------------ | ------------------------ | ------------------------ | ------------------------ | ------------------------ | ----------------------- | ----------------- | ----- | -------------- | ------------------ |
| Merche      | 4                        | 4                        | 4                        | 4                        | 10                       | 26                       | 6                       | 4                 | 10    | 108            | Eliminada          |
| FF          | 9                        | 10                       | 7                        | 9                        | 5                        | 40                       | 10                      | 12                | 22    | 203            | Finalista          |
| Dora        | 7                        | 9                        | 10                       | 7                        | 5                        | 38                       | 9                       | 7                 | 16    | 119            | Eliminada          |
| Sílvia      | 6                        | 6                        | 6                        | 6                        | —                        | 24                       | 4                       | 5                 | 9     | 111            | Eliminada          |
| Manuel      | 12                       | 12                       | 12                       | 12                       | 10                       | 58                       | 12                      | 8                 | 20    | 135            | Finalista          |
| Luciana     | 8                        | 7                        | 8                        | 8                        | 5                        | 36                       | 7                       | 10                | 17    | 169            | Finalista          |
| José        | 10                       | 8                        | 9                        | 10                       | —                        | 37                       | 8                       | 9                 | 17    | 140            | Finalista          |
| Micaela     | 5                        | 5                        | 5                        | 5                        | 5                        | 25                       | 5                       | 6                 | 11    | 113            | Eliminada          |

### Final (10 de Junho de 2012)
A Final de "A Tua Cara Não Me É Estranha 2" ocorreu no dia 10 de Junho de 2012. Logo no início do programa, foram abertas as linhas telefónicas para votação do público. De seguida, procedeu-se às atuações dos concorrentes. Seguidamente, brilharam os concorrentes do programa que não foram apurados para a Final: Dora, Sílvia Rizzo, Merche Romero e Micaela, que brindaram o público com dois duetos clássicos. Finalizadas estas atuações, procedeu-se à votação por parte dos jurados e dos colegas. De seguida, foram divulgados os resultados do voto popular e acrescentaram-se este valores aos já obtidos por parte do júri e dos colegas. Verificou-se então que, indiscutivelmente, Luciana Abreu foi a vencedora da Grande Final de "A Tua Cara Não Me é Estranha 2".
| Concorrente   | Cantor(a) imitado(a) | Música              | Resultado Final |
| ------------- | -------------------- | ------------------- | --------------- |
| Luciana Abreu | Beyoncé              | "If I Were A Boy"   | Vencedora       |
| FF            | Freddie Mercury      | "Bohemian Rhapsody" | 2º Lugar        |
| José Raposo   | Diego El Cigala      | "Lágrimas Negras"   | 3º Lugar        |
| Manuel Melo   | Robbie Williams      | "Rock DJ"           | 4º Lugar        |

Outras Atuações
| Intérprete                    | Cantor(es) imitado(s) / Banda imitada | Música              |
| ----------------------------- | ------------------------------------- | ------------------- |
| Dora & Sílvia Rizzo           | Barbra Streisand & Donna Summer       | "No More Tears"     |
| Micaela & Merche Romero       | Alejandro Sanz & Ivete Sangalo        | "Corazón Partío"    |
| Luís Jardim, CC & Paulo Jesus | Bee Gees                              | Medley dos Bee Gees |

Tabela de Pontuação
| Concorrente | Pontos do Júri | Pontos do Júri | Pontos do Júri | Pontos do Júri | Pontos do Júri | Conversão 0 - 12 pontos | Pontos do Público | Total |
| Concorrente | António        | José           | Alexandra      | Luís           | Total          | Conversão 0 - 12 pontos | Pontos do Público | Total |
| ----------- | -------------- | -------------- | -------------- | -------------- | -------------- | ----------------------- | ----------------- | ----- |
| FF          | 10             | 12             | 12             | 10             | 44             | 10                      | 10                | 20    |
| Luciana     | 12             | 10             | 10             | 12             | 44             | 12                      | 12                | 24    |
| José        | 9              | 9              | 9              | 9              | 36             | 9                       | 9                 | 18    |
| Manuel      | 8              | 8              | 8              | 8              | 32             | 8                       | 8                 | 16    |

## Audiências
| Programa           | Rating | Share | Notas                                                                                  |
| ------------------ | ------ | ----- | -------------------------------------------------------------------------------------- |
| 1ª Gala            | 19.7%  | 50.3% | O programa mais visto no horário em que foi transmitido e o programa mais visto do dia |
| 2ª Gala            | 19.8%  | 47.0% | O programa mais visto no horário e o programa mais visto do dia                        |
| 3ª Gala            | 18.1%  | 46.9% | O programa mais visto no horário e o programa mais visto do dia                        |
| 4ª Gala            | 18%    | 45.8% | O programa mais visto no horário e o programa mais visto do dia                        |
| 5ª Gala            | 18.1%  | 46.7% | O programa mais visto no horário e o programa mais visto do dia                        |
| 6ª Gala            | 18.6%  | 46.7% | O programa mais visto no horário e o programa mais visto do dia                        |
| 7ª Gala (Especial) | 18.1%  | 41.2% | O programa mais visto no horário e o programa mais visto do dia                        |
| 8ª Gala            | 19.7%  | 46.9% | O programa mais visto no horário e o programa mais visto do dia                        |
| 9ª Gala            | 19.2%  | 45.5% | O programa mais visto no horário e o programa mais visto do dia                        |
| Final              | 22.5%  | 51.3% | O programa mais visto no horário e o programa mais visto do dia (RECORDE)              |
| Melhor             | 22.5%  | 51.3% | O programa mais visto no horário e o programa mais visto do dia                        |